# Ступінчастий щипець

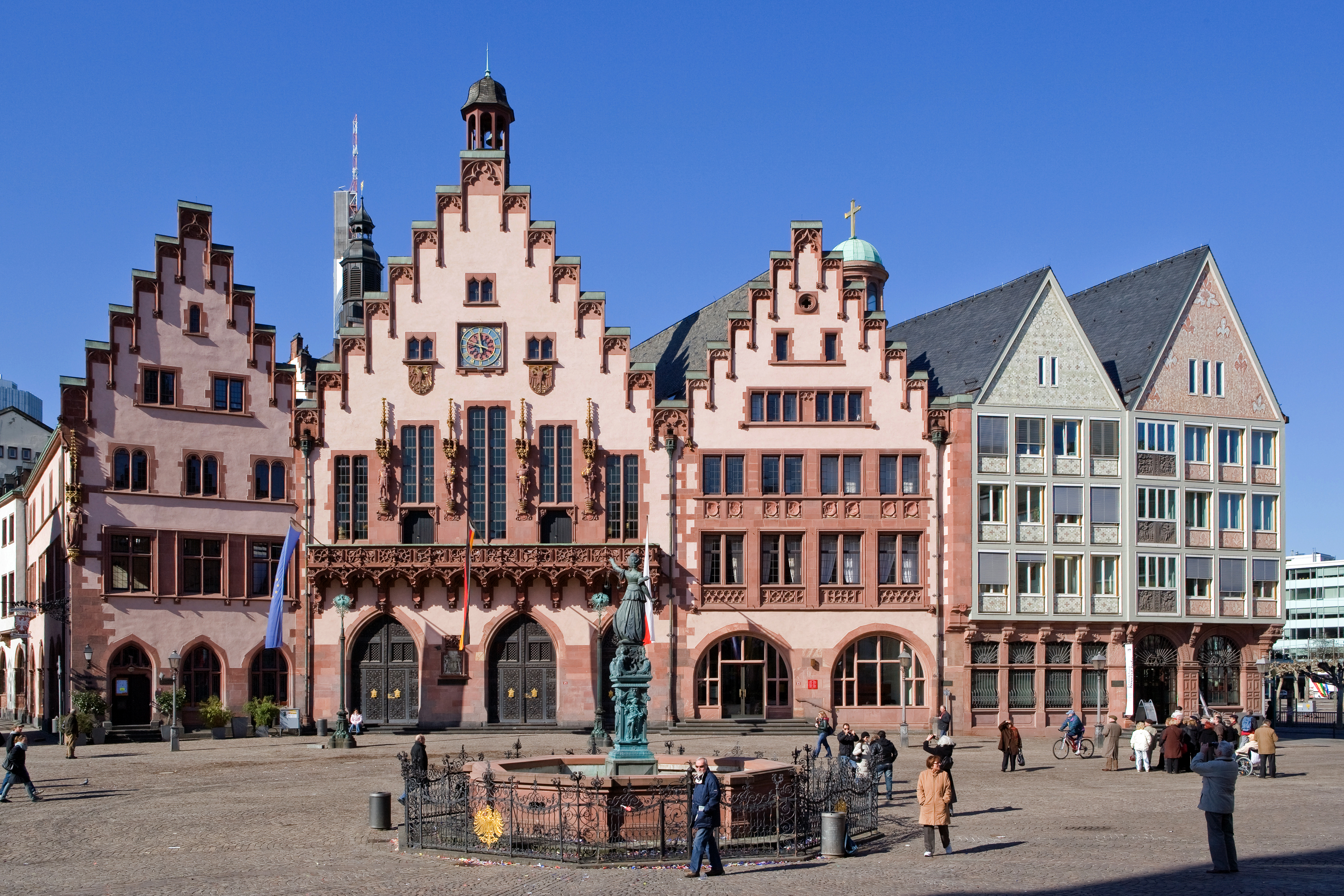
Фасади будівель у Франкфурті-на-Майні

Ступінчастий щипець (нім. Staffelgiebel) — елемент верхньої частини фасаду будівель (щипець), при якому фронтон відрізняється характерними ступінчастими формами по краях.

## Поширення

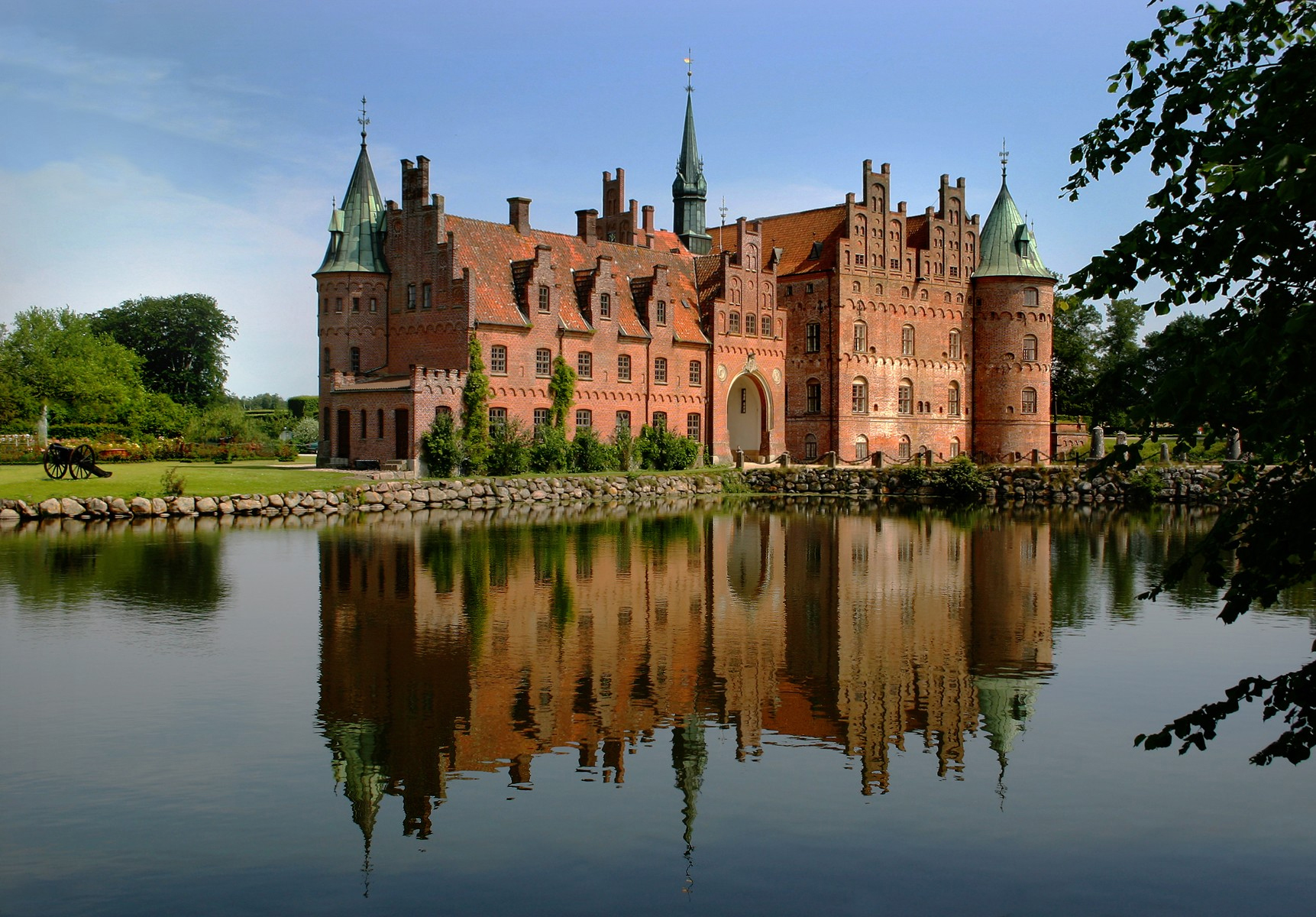
Замок Егесков (Данія) з характерними ступінчастими фасадами.

Найперші приклади ступінчастих фронтонів виникли у романській архітектурі у Фландрії (Бельгія) у XII столітті, а потім у Рейнській області у XIII столітті. Романський будинок у Генті, званий Korenstapelhuis або Spijker, будівництво якого датується кінцем XII століття, ймовірно, найстаріша з будівель, що збереглися, що мають подібний фронтон. Оберштольценхаус (Overstolzenhaus) у Кельні є одним із найстаріших подібних будинків романського стилю в Німеччині. В епоху готичної архітектури подібний тип фронтонів набув широкого поширення в Північній Німеччині, у володіннях Тевтонського ордена, а також у Данії та Голландії. Фасади зі ступінчастими щипцями зустрічаються і в інших країнах, зокрема в Чехії. А у Польщі подібна верхня частина фасадів виявилася у багатьох не лише світських будівель, а й церков. Наприкінці XVI і на початку XVII століття деякі особняки Шотландії були побудовані зі східчастими фронтонами.
Будинки в стилі Цегляної готики та Везерського ренесансу, як правило, включають елементи зі ступінчастим щипцем.
У регіоні Баар, у східній частині масиву Шварцвальд, зустрічається багато ферм із ступінчастими фронтонами.

## Архітектурні особливості
Щаблі іноді прикрашали сліпими арками, фризами, масверками, зубцями та іншими елементами. Ці прикраси нерідко виступають набагато вище за дах будівлі.
В архітектурі епохи Відродження, а потім під час поширення стилю бароко ступінчастий фронтон отримав подальший розвиток у вигляді більш витончених плавних форм (з мотивами елементів волюту) з характерними декоративними завитками та спіралями (іноді звані «равликами»). Такий вид фасаду називають дзвоноподібним щипцем.
У епоху бароко замість кількох ступенів частіше стали використовувати лише кілька великих завитків.

## Галерея

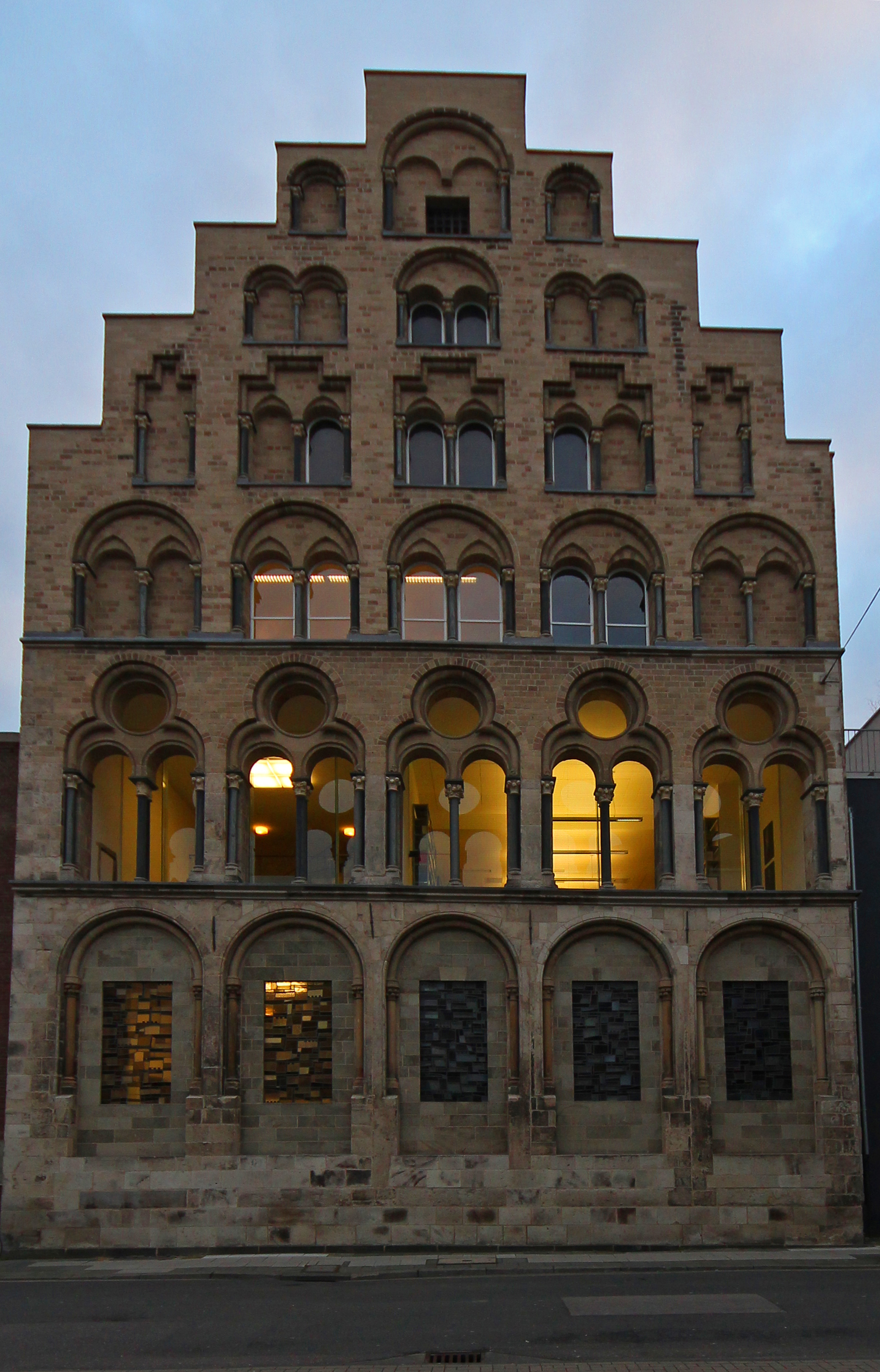
Обершольцхауз, 1230, романський стиль, Кельн
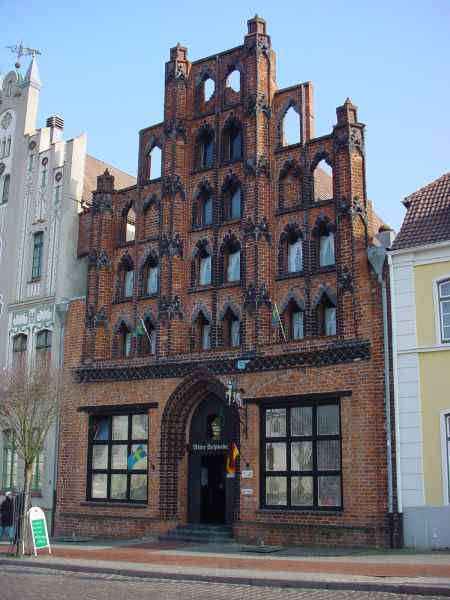
Альте Шведі, 1380 рік, готика, Вісмар
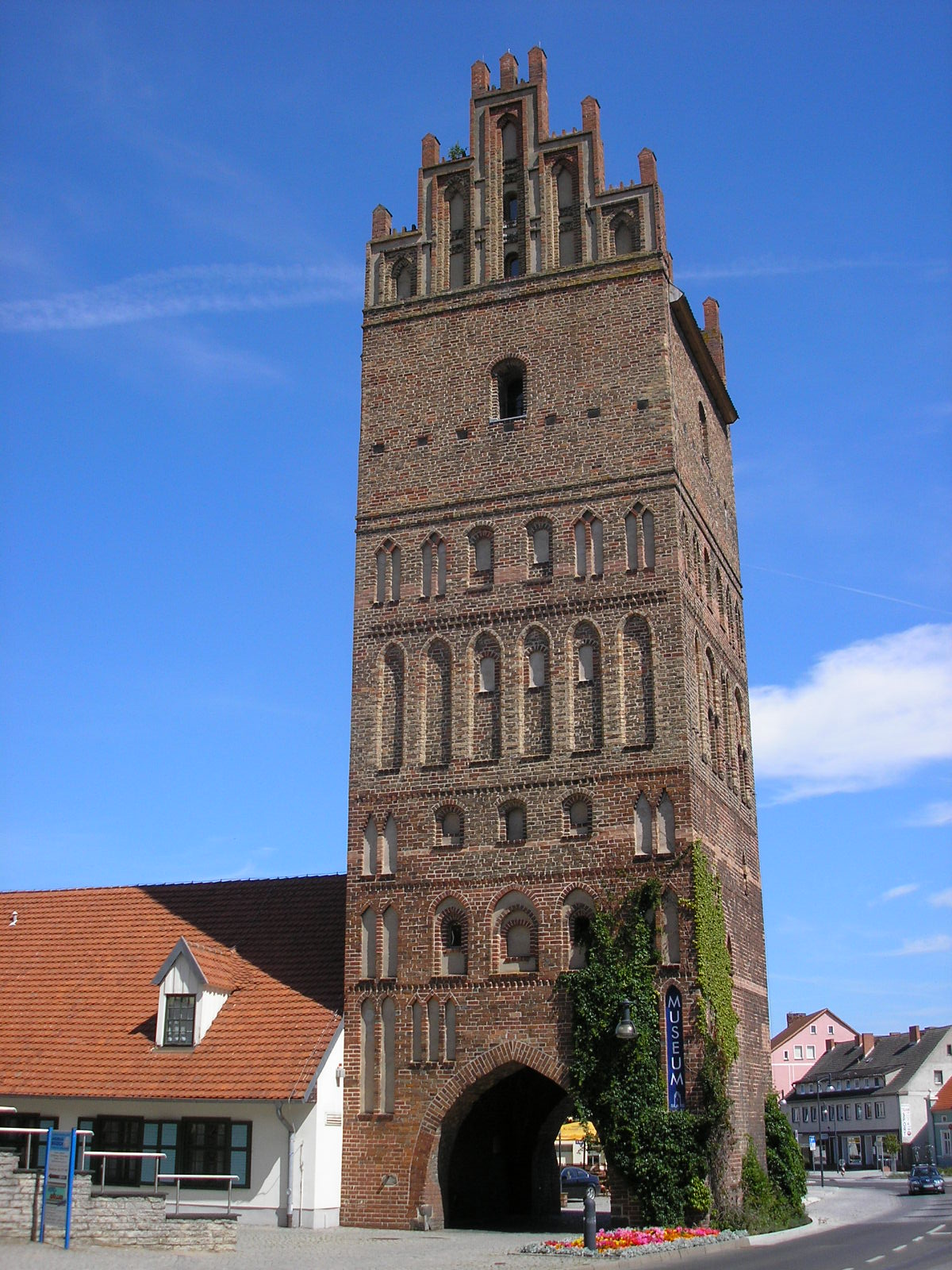
Баштові ворота в Анкламі, близько 1450 року
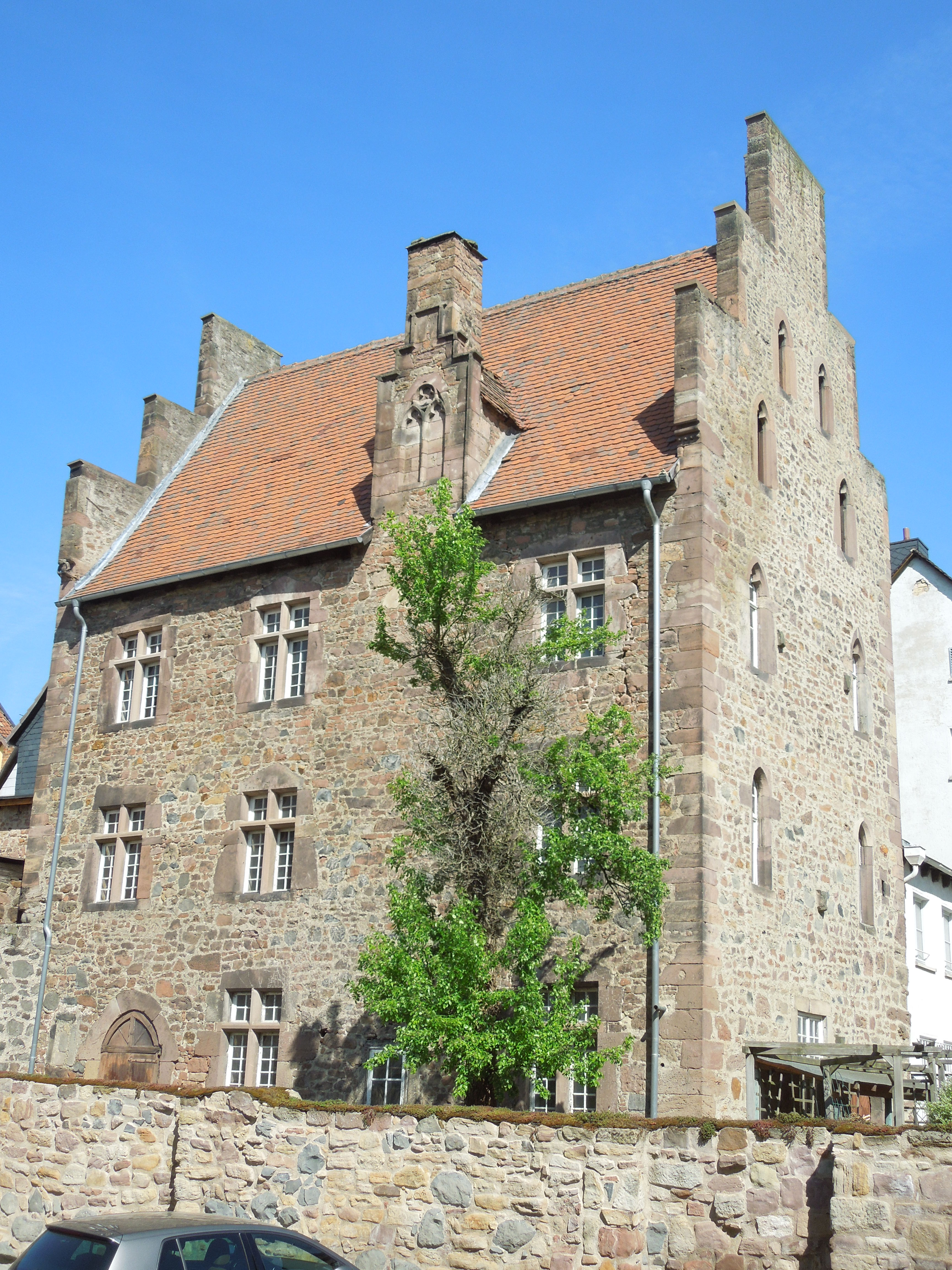
Будівля у Фріцларі, близько 1410
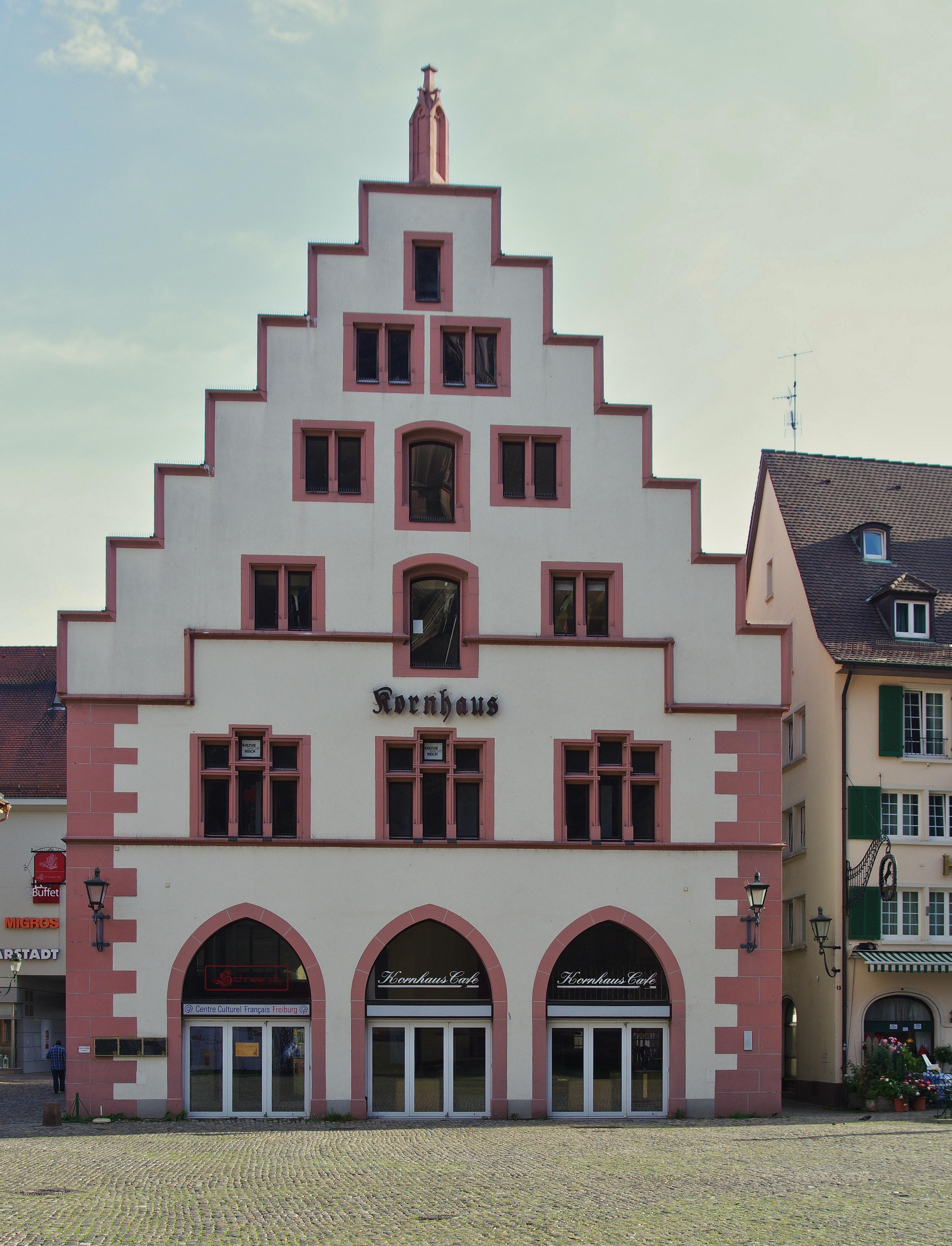
Будівля у Фрайбурзі-ім-Брайсгау, 1498 рік
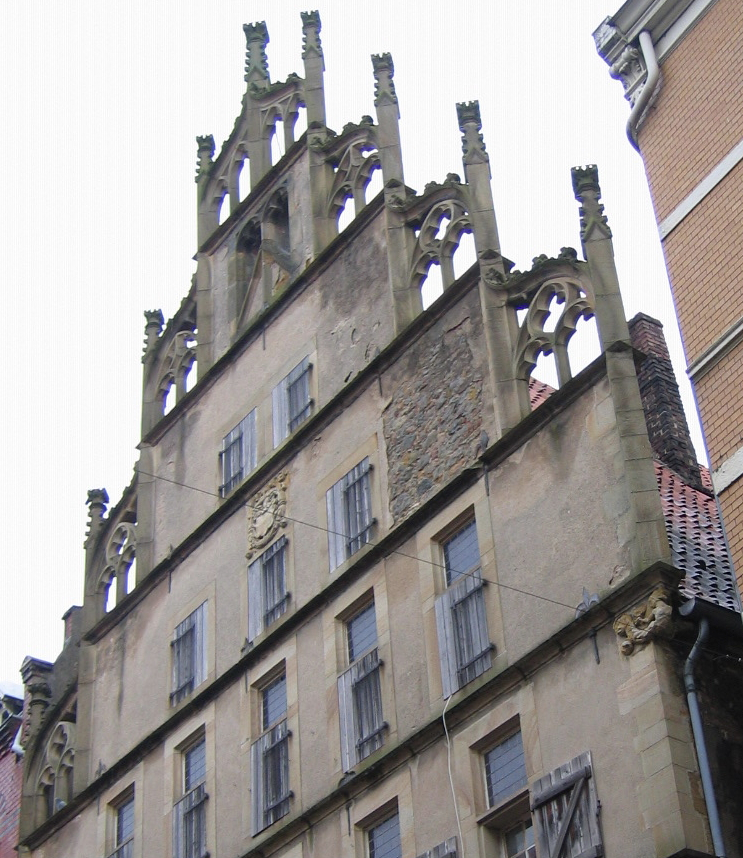
Будинок бургомістра, 1538 рік, Херфорд, з елементами масверка
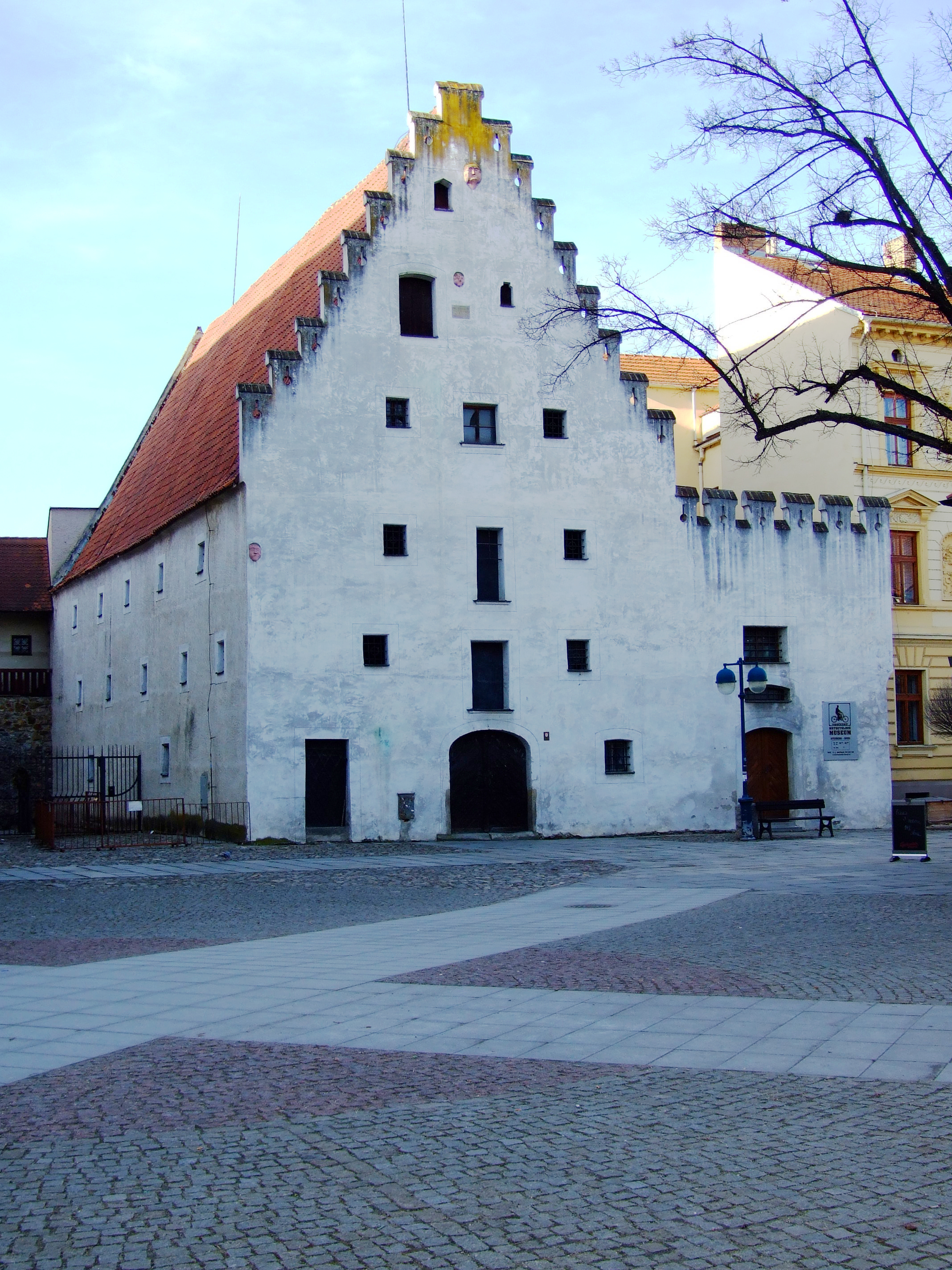
Соляний будинок у Чеські Будейовиці, близько 1563 року
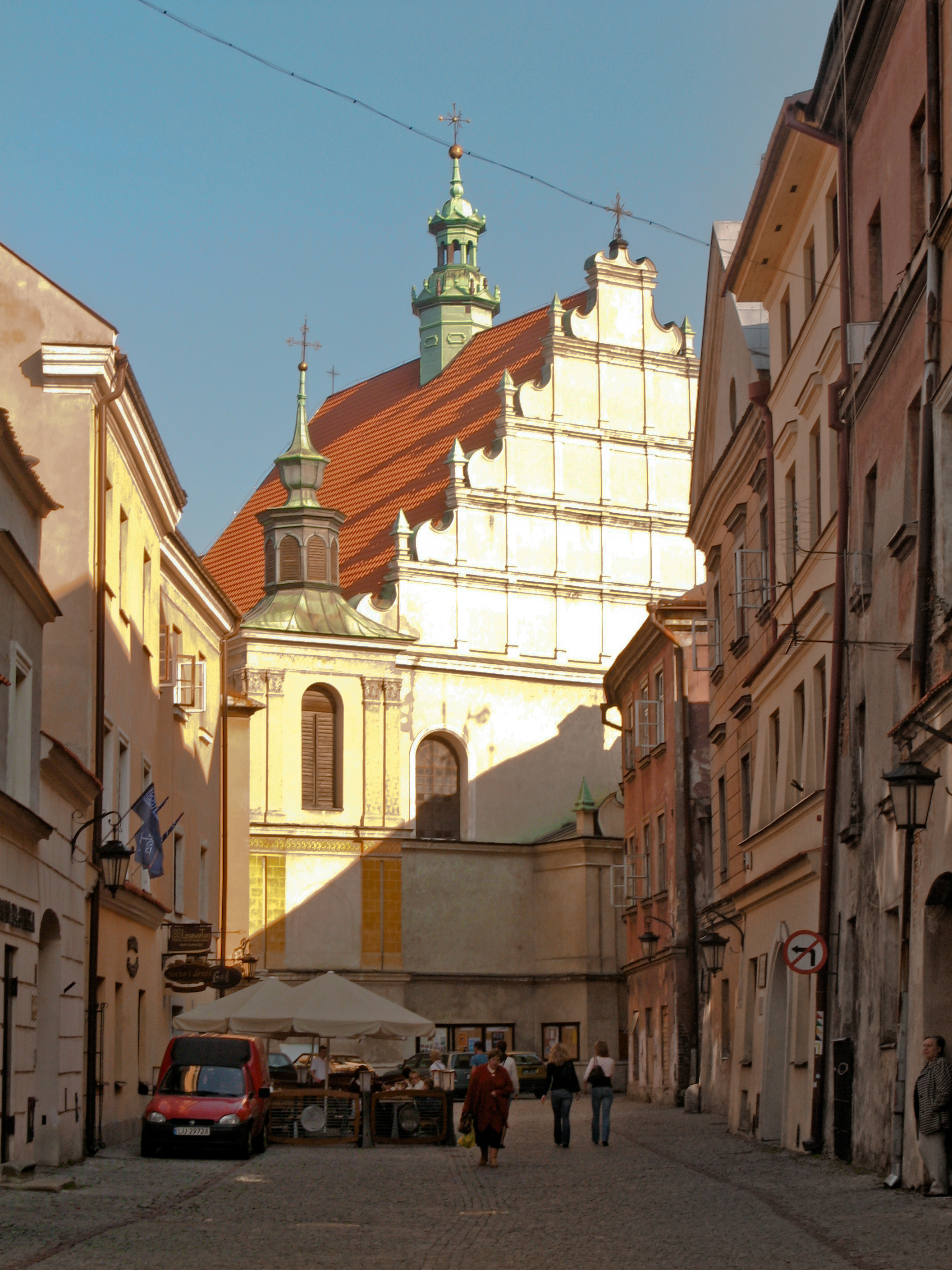
Домініканська церква в Любліні, XVI століття, поєднання волюти та ступінчастого щипця
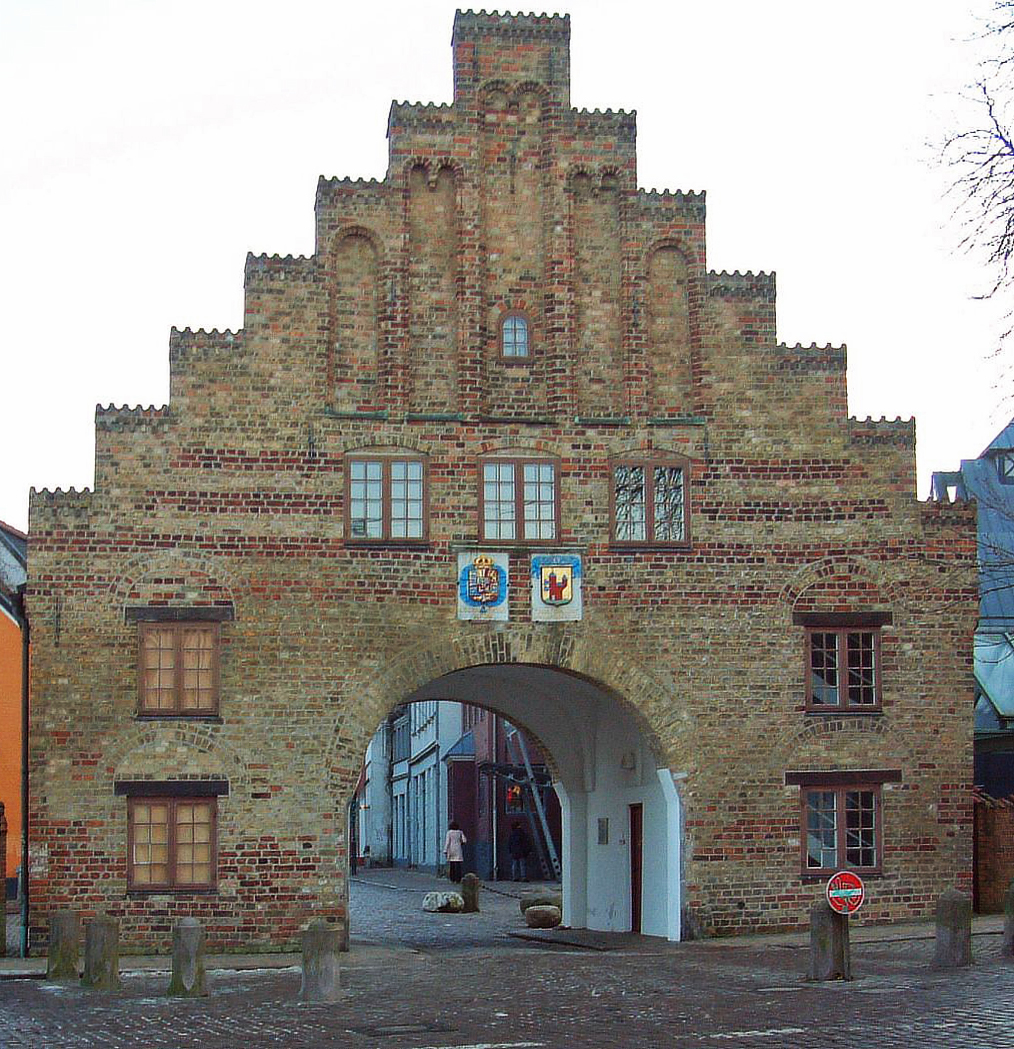
Північні ворота, 1595 рік, Фленсбург